# Otilia Ruicu
Otilia Ruicu (Rumania, 20 de agosto de 1978) es una atleta rumana retirada especializada en la prueba de 4x400 m, en la que consiguió ser medallista de bronce europea en pista cubierta en 2000.

## Carrera deportiva
En el Campeonato Europeo de Atletismo en Pista Cubierta de 2000 ganó la medalla de bronce en los relevos de 4x400 metros, con un tiempo de 3:36.28 segundos, tras Rusia (oro) e Italia (plata).